# バックギャモン
バックギャモン（Backgammon）は、基本的に2人で遊ぶボードゲームの一種。盤上に配置された双方15個の駒をどちらが先に全てゴールさせることができるかを競う。世界最古のボードゲームとされるテーブルズの一種である。西洋双六（せいようすごろく）ともいう。日本には飛鳥時代に伝来し、雙六の名で流行したが、賭博として遊ばれたため朝廷に禁止されている。
サイコロを使用するため、運が結果に対する決定因子の一つであるものの、長期的には戦略がより重要な役割を果たす。プレイヤーはサイコロを振るたびに着手可能な選択肢の中から、相手の次の可能性のある手を予測しながら自手を選択し、自分の駒を移動させる。現代のルールは20世紀初頭のニューヨークを起源とするとされ、ゲーム中に勝ち点の点数（後述）をレイズする（上げる）ことができる（ダブリングキューブを参照）。
チェスと同様に、計算機科学者の興味の対象として研究がなされ、それにより作り出されたソフトウェアは、人間の世界チャンピオンを破る程に発展している。

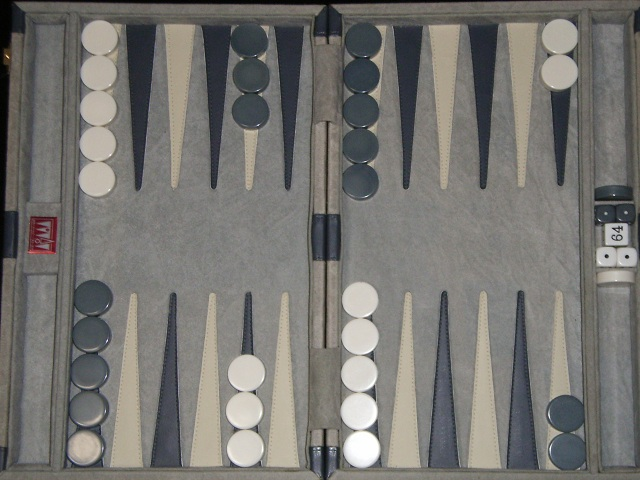
バックギャモンのボード

## 遊び方

駒の初期配置と進行方向

### 盤
盤は、24箇所の地点（ポイント）と、一時的にゲームから取り除かれた駒を置く場所（バー）、ゴールからなる。各ポイントは、1から24までの番号を付けて呼ばれる。駒の進行においてゴールに最も近いものが第1ポイント、最も遠いものが第24ポイントである。双方のプレイヤーにとって、駒の進む向きは逆であるため、自分と相手ではポイントの番号も異なるものとなり、例えば自分の第1ポイントは相手の第24ポイントである。第5ポイント（相手にとっての第20ポイント）はゴールデンポイントといい、ここのポイントの確保（後述）はゲームの流れを左右することが多い。

### 駒の配置
各プレイヤーは、第6ポイントに5つ、第8ポイントに3つ、第13ポイントに5つ、第24ポイントに2つの駒を初期配置する。第24ポイント（相手側にとっての第1ポイント）に配置された駒をバックマンという。

### 先手の決定
日本では、まず、最初に双方が1つずつのサイコロを振り、大きい目が出た方が先手となる。このとき出た目はそのまま先手の最初の出目として使われる。双方が同じ目の場合には再び振りなおす。米国などでは、コイントスで決めるのが習慣になっている州もある。ただし、コイントス法は一部の団体が批判している。

### 駒の移動
- 2つのサイコロを振り、出た目の数だけ前方（ポイントが少ない方向）に駒を動かす（ポイントが多い方向には動かせない）。同じ駒を2回動かしても、それぞれのサイコロで異なる駒を動かしても構わない。また原則として出た目は最大限使わなければならない（例えば4と5の目の際にある駒を3つ進めることはできない、ただし、後述のように駒をゴールさせる場合に限り例外がある）
- ぞろ目が出た場合には、通常の2倍（すなわち、ぞろ目となっている数の4回分）駒を動かすことができる。この場合も4つの駒をそれぞれ動かすことも、1つの駒を目の4倍分進めることも可能である。
- 同じポイントに敵と味方の駒が同時に存在することはない。
- 移動しようとするポイントに敵の駒が2つ以上存在する場合、そのポイントには移動できない（これをブロックという）。ブロックを作ることを、ポイントを作る、あるいはポイントを確保するという。なお1つの駒を2つのサイコロの目で動かすときは、サイコロの目が合計されるのではなく、2回の動きを続けて行うとみなされるところに注意しなくてはならない。例えば3と5の目が出たときに、ある駒の8つ先のポイントが空いていたとしても、3つ先と5つ先にともに敵のブロックがあればその駒は動かせない。
- 敵の駒が1つだけあるポイント（これをブロットという）に駒を移動した場合、それまであった敵の駒を一時的にゲームから取り除かれる。これをヒットという。
- ヒットされた駒はバーに移動させる。次回以降の駒移動のサイコロの目を使って、相手の第1〜6ポイント（自分の第24〜19ポイント）に再配置する。すなわち、バーは自分の第25ポイントと考えてよい。
- バーにある自分の駒は最優先で動かさなければならない。バーにある駒を動かすことをエンターという。
- すべての駒の移動先がブロックされている場合、その回には全く移動できない。これをダンスという。特に、バーに駒があり、相手インナー（第19〜24ポイント）がすべてブロックされていて駒を動かせない状態をクローズアウトと呼び、この場合サイコロを振ることもできない（いかなる目が出てもダンスになってしまう）。
- ルールに従った移動が可能な限り、サイコロの目を可能な限り多く使わなければならない。目の両方が動かせるが、片方を使った場合に他方が使えない場合には、大きい目で動かさなければならない。
- 駒がゴールするためには、自分の駒がすべてが第1〜6ポイント(自分のインナー)になければならない。自分の駒を第6ポイント以内に全て集めることをベアリングインという。
- ベアリングインが完了すると、自分の駒をゴールさせることができる。これをベアリングオフという。ベアリングオフした駒は、盤上から取り除かれ、その後ゲーム中で使用することはない。
- 一部の駒がベアリングオフした状態であっても、自分の駒がヒットされた場合、その駒が自分のインナーに戻る（つまり再度ベアリングインが完了する）まで、駒をゴールさせることはできない。
- サイコロの目の数通りに移動できる駒がない場合は、より大きな数の目であってもゴールが可能である。たとえば、自分の駒が第2ポイントに2つ、第3ポイントに1つ、第4ポイントに2つある場合で、出た目が5と6であった場合は第3ポイントと第4ポイントの駒をゴールさせることができる。

### 基本的なゲームポイント
ここで言うポイントとは、勝ち点のことである。このゲームのポイントはその勝ち方によって3通りに分かれる。
1. 相手の駒がゴールし始めている状態で勝利した場合、勝者は1ポイントを獲得する。これをシングルという。
2. 相手の駒が1つもゴールしていない状態で勝利した場合、勝者は2ポイントを獲得する。これをギャモンという。
3. 上記の場合でさらに相手の駒がバーもしくは勝者側のインナーに残っていた場合、勝者は3ポイントを獲得する。これをバックギャモンと呼ぶ。

ダブル（後述）がなされている場合には、ダブリングキューブが表示する倍率をこれに乗じたものとなる。
競技会ルールでは、5以上の奇数ポイントを統一して設定し、そのポイントを先取した者の勝利としてゲームを行うことが普通である。ただし、ダブルがあるために、一度のゲームで勝敗が決まることもある。なお、デュースのルールは一般的でない。

### ダブルおよびダブリングキューブ

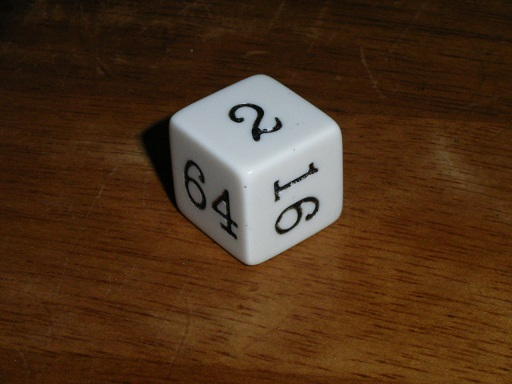
ダブリングキューブ

手番プレイヤーは、試合中移動のサイコロを振る前にそのゲームの得点を倍にする「ダブル」を提案できる。相手プレイヤーがダブルを拒否した場合はゲームは終了となり、ダブルの提案をした側が1点勝ちとなる。ダブルの提案を受けることをテイク、断ることをパスという。
ダブルには2つの意義があり、ポイントを2倍にするという意義と、大勢が決しているゲームを終わらせるという意義がある。
特に後者について、ダブルが導入される以前は、勝敗が完全に確定するまで、優勢な側は単なる作業として、劣勢な側はわずかな逆転の望みに懸けて、ただダイスを振り続けるという実質的にほとんど意味のない行動を双方がしなければならなかった。ダブルの導入は、前述の状況を解消し、ゲームのスピーディー化をもたらしたという意味で重要であり、ダブルがこのゲームを絶滅から救ったとまで言われるほどである。
ダブルは通常優勢な側のプレイヤーが提案するため、ダブルが導入されたことで的確な形勢判断を行なうことがプレーヤーに求められるようになり、ある局面においてダブルをかけるか否か、ダブルをかけられた際に受けるか否かの判断をキューブアクションと言い、駒の正しい動かし方（チェッカープレイという）とは異なる能力が求められるようになったことが本ゲームの複雑性を増し、より奥が深くなることとなった。
双方がダブルをかけていない状態においては、どちらのプレイヤーがかけてもよいが、2回目以降のダブル（リダブル）は前回ダブルを受け入れた側のプレイヤーにだけかける権利がある。すなわちダブルを提案して同意された場合、相手にだけリダブルの権利が生じることに注意が必要である。リダブルを拒否した場合、拒否した側の2点差負けとなる。双方がダブルをかけ合った場合、得点率は4倍、8倍、16倍、……と倍々で増加してゆくことになる。
ダブリングキューブと呼ぶ2、4、8、16、32、64の記されたサイコロを使って現在の倍率を表示し、そのキューブの置かれた位置によって次にダブルをかける権利のあるプレイヤーを示す。初期状態ではキューブは中央に置かれ、また通常のダブリングキューブには1の面がないため、64の面を上にしてその代わりとする。
ダブルを交互にかけ合い続けた場合、理論的には倍率は際限なく上がることになるが、実際にはそこまでダブルをかけ合うほどの連続逆転は起こりがたく、また競技会ルールでの必要得点などの面からもそのようなダブルには意味のないことが多い。これ以上ダブルの倍率を上げることが無意味になった状態や、クロフォードルール（後述）が適用されているゲームのことをキューブデッドという。128倍以上の高倍率が記された特殊なダブリングキューブも存在するが一般的ではないため、このような倍率が実際に発生した場合には、少なくとも競技者双方にとって紛らわしくないような表示を適宜決める必要がある。

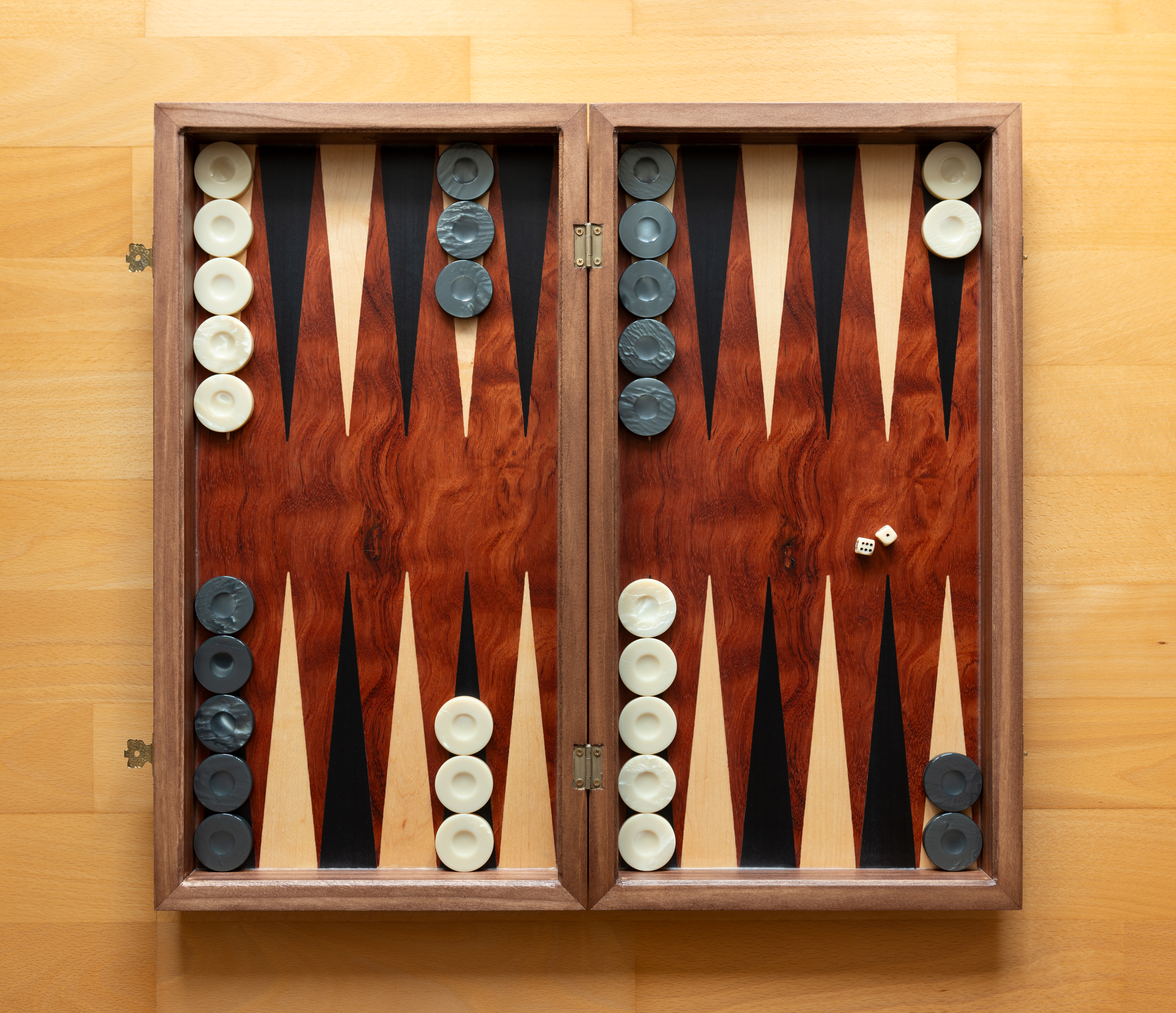
ギリシャの伝統的な木製のバックギャモン盤、そこでこのゲームはタブリと呼ばれています。

ダブルに関して、「25%理論」と呼ばれる理論がある。これは、逆転の確率が25%以上ある場合は、ダブルを受け入れた方がよいというものである。
たとえば、逆転確率が25%の全く同じ状況が4回発生したとする。もし、4回ともダブルを受けずに敗北を宣言すると4回とも失点1なので、合計は失点4となる。もし、4回ともダブルを受け入れる場合は4回のうち1回は勝って得点2、残り3回は負けて失点6となり、合計は失点4となる。よって、逆転の確率が25%の場合、失点の合計はダブルを受けても受けなくても変わらない。このため、勝率が50%を超える場合はダブルをかけるほうが有利であり、またダブルをかけられたほうは逆転の可能性が25%を超えるならばダブルを受け入れる方がよいという、興味深い設定となっている。
ただし、これは盤面の特殊な状況（例えば、負ける場合はギャモン負けとなる可能性が高い状態など）を考慮せず、また持ち点が無限にあると仮定した場合の戦略であり、実際にはそのときの盤面や、競技会ルールの場合には現在の持ち点を考慮してダブルの是非を決めることになる。また、ダブルをかけるということは、相手が受け入れた場合、次にダブルを提案する権利が相手にだけある状態になることでもあり、これによって戦略上の不利が生じる場合もあるので注意が必要である。
ダブルに関して、以下のような変則ルールが存在する。
クロフォードルール競技会ルールで、どちらかのプレイヤーが先にマッチポイント（あと1点で勝利を得る状態）になった場合、次の1ゲームに限りダブルをかけられない、というルール。マッチポイントを得たプレイヤーの優位性を保護するためのルールであり、ほとんどの競技会で採用されている。ただし、クロフォードルールは1ゲームに限り適用され、そのゲームが終わると解除され、ダブルをかけることができるようになる。例えば、5点先取のマッチで、Aが1点、Bが4点の場合、Aはダブルを提案できないが、そのゲームでAがシングル勝ちし、Aが２点、Bが4点となると依然BのマッチポイントであるがAはダブルを提案できる。
オートマチックダブル先手を決める最初のサイコロが双方同じ目となった場合、ダブルの倍率を2倍にしてから振り直す、というルール。先手が決まるまで、同じ目が出続ければさらに倍々となってゆく。上がるのは倍率のみで、最初のダブルをかける権利は変わらず双方にある。競技会では通常採用されないが、米国の一部地域では一般的なルールであり、この地域を経由して日本に伝えられたことにより、書籍によっては一般的なルールであると解説されていることがある。
ビーバーダブルを提案されたプレイヤーが通常のダブルを受ける選択の他に、そのさらに2倍の倍率を逆提案できるルール。すなわち倍率はダブルをかける前の4倍となり、次のダブルをかける権利はビーバーで受けた、すなわち最初にダブルを提案した側が持つ。前述の25%理論と同様の設定では、双方が勝率を正しく判断しているならばビーバーで受けるべきダブルがかけられることはありえないので、ビーバーで受けるのは主に、相手の勝率計算が誤っていると考えた場合になる。ビーバーを逆提案された場合、当初ダブルを提案した側が拒否することも可能であり、この場合はビーバーを逆提案したプレイヤーの1点差勝ちとなる。競技会では通常採用されない。
ジャコビーダブルがかけられていない場合、ギャモン勝ちやバックギャモン勝ちも1点勝ちするルール（ダブルがかけられると、ギャモン勝ちは4点、バックギャモン勝ちは6点となる）。ダブルをかけて降りられては1点しか得られないため、ギャモン勝ちが見えている場合（このような状況をトゥーグッドトゥーダブルという）ダブルをかけずに進行することになり、ダブルの趣旨であるゲームの迅速化が果たされないので、このようなギャモンを認めずにさらなる迅速化を図る目的がある。ただし、勝敗がほぼ決してからのギャモンの成否も戦術のうち（次項のギャモントライを参照）といえるため、競技会では通常採用されないが一定の得点で勝敗を決しない方法（マネーゲームという）ではほぼ確実に採用される。

## 基本的な戦略
基本的なゲーム戦略としては、
1. 相手からのヒットを避ける（ブロットを作らない）ようにして駒を進めること
2. ヒットした相手の駒を再配置させない、または再配置後の移動が困難になるよう自分の駒を移動させることにある。

ただし、サイコロの目によって採りうる戦略は左右されるため、状況により随時その戦略を変えなくてはならない。
そのため以下のような戦術がある（）内は別名。
- プライミング：連続した6つのポイントをブロック（これをプライムという）し、その先にある相手の駒を進めないようになった状態もしくは、4~5個連続したブロックポイント（これをセミプライムという）をつくることで相手のバックマンを捉えて、動きを阻み、相手がインナーの防御を壊さざるを得ない状況（動かせる駒がある場合は動かさなければならないため）を作る。この結果としてインナーの駒が進み過ぎてしまった状態をナッシングボードという。
- ブロッキング（ホールディング）：相手インナーに複数のポイントを確保し、ベアリングイン途中で生じたブロットをヒットする。自分のインナーにセミプライムを形成できていると効果的である。
- アタッキング（ブリッツ）：序盤から積極的に相手をヒットし、プライム・クローズアウトにより相手をねじ伏せる。相手のコマを連続してヒットし続けることで、相手のバックマン2個をバーの上に載せ続け、相手の行動を完全に封殺する戦法である。勝つときは大抵ギャモン勝ちとなるという決まると爽快な戦法である。ただし、一度失敗すると取り返しがつかないこともよくあり、細心の注意が必要とされる。
- バックゲーム：不利な状況において相手インナーの深いポイントを複数確保し、逆転を狙う。失敗すればギャモン負け必至の背水の陣の戦略であるが、それだけに成功したときはアタッキングとは違う意味での快感がある。
- ランニング：序盤から大きい目やゾロ目が連続して出てピップカウントの優位を確保した場合、早々に双方の駒が完全にすれ違いヒットされる可能性のない状態（これをノーコンタクトという）に持ち込んで、安全勝ちを目指す。ギャモン勝ちは狙いにくいが優勢を確保してから、逆転される可能性が低く安全性の高い戦略である。
  - ギャモントライ：勝利が確実な状況になった際に、ダブルを提案せずギャモン勝ちを目指す戦略。逆に敗北が確実な状況でギャモン負けを回避する戦略をギャモンセーブという。ギャモントライやギャモンセーブは勝負結果自体は見えているため副次的なものと考えられがちであるが、その成否は0.5ゲーム分に相当する価値を持つため、これらも重要な戦略である。

## 形勢判断
形勢判断の材料として一般的に用いられるのがピップカウントである。これは、自身のコマのゴールからの距離の合計値であり、通常は小さい方が有利とされる。また一般にインナーまで多くの駒を進めている側は優勢であるが、上記の通り相手インナーにブロックポイントを作る戦術もあり、またサイコロの目次第での大逆転が有り得るためチェスのような明白な優劣がついている状態は起こりにくい。大逆転につながるようなサイコロの目をジョーカーという。

## 対コンピュータ
ルールが比較的シンプルなこともあり、コンピュータの黎明期からさまざまなプログラムが作成され、およそ2000年前後に人間超えを果たした。さらに、解析ソフトウェアの進歩により戦略に革命を起こした。
有名なのはSnowie、GNU Backgammon（略称gnubg）、eXtreme Gammon（略称XG）である。eXtreme Gammonは日本では日本バックギャモン協会から有償で販売されている。GNU Backgammonは自由ソフトウェアであり無償である。ネット上での対戦も容易であり、PlayOKやBackgammon GalaxyやBackgammon Studio Heroesなどが活発にプレイされている。
サイコロを使う偶然性があり、ある局面の有利不利、あるいはある局面での動かし方についてその局面から何度もプレイしてみても正確な評価が非常に難しいことがあるが、Variance Reduction（分散低減）という手法を用いられるようになり、解析ソフトウェアは非常に精度の高い局面評価、最善手の検索が可能となった。
解析ソフトウェアを使用すると、ある局面の有利不利の評価、最善手が分かるようになる。しかし何故その局面がそう評価されるのか、何故それが最善手なのかは教えてくれない。教えてくれるのは「この局面の勝率は63％だ」とか、「最善手はこの動かし方で、勝率が3％下がる次善手はこれ」といった情報である。そのため、人間がその情報を元に上達するためには局面の解析結果から人間的思考手順を導き出さなければならない。

## 歴史

### 古代

#### セネト

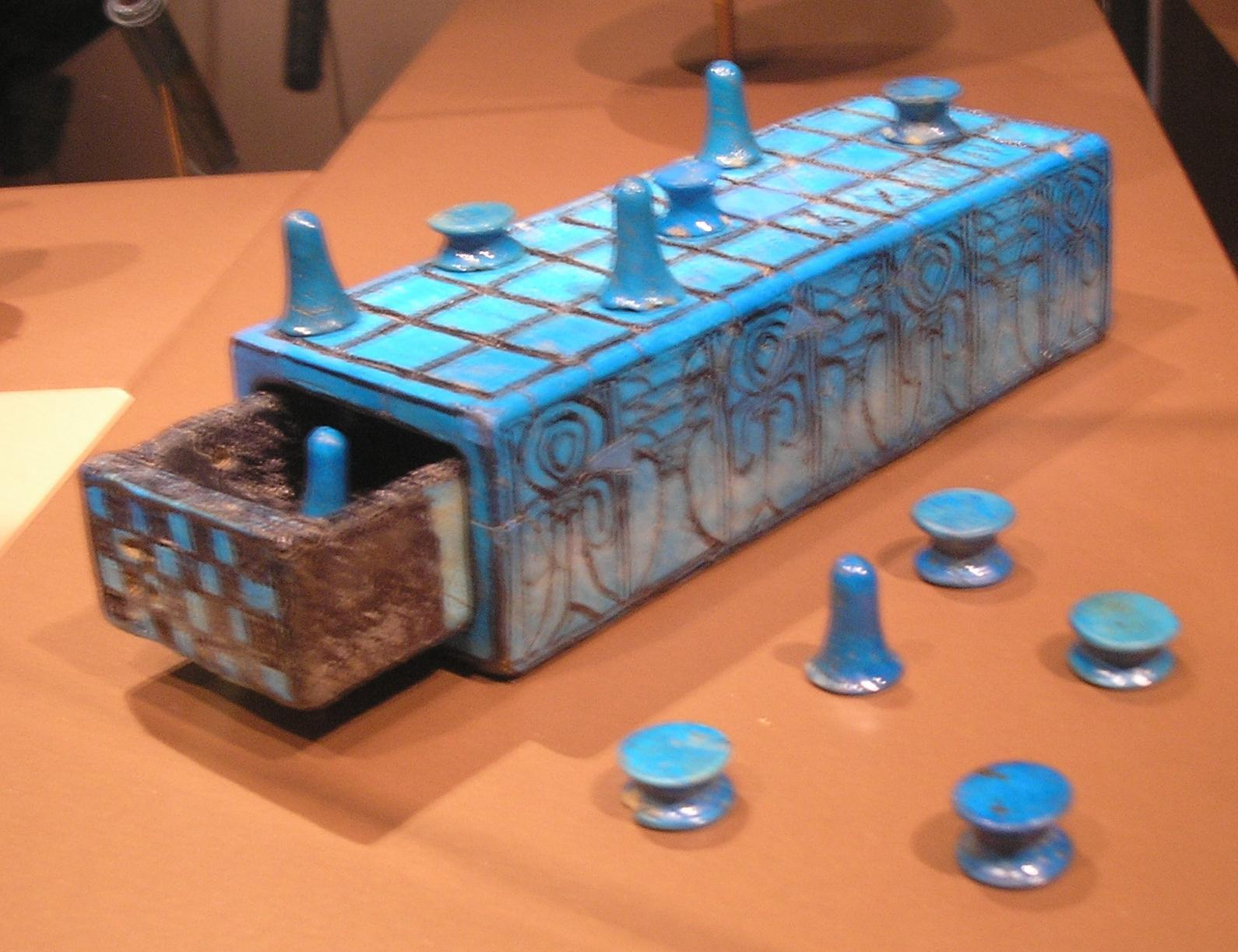
アメンホテプ3世の墓から出土したセネト。ニューヨーク市ブルックリン美術館蔵

原型は紀元前3,500年頃の古代エジプトでプレイされたセネトと呼ばれる10枡3列の遊戯盤ではないかという説があるが、現代のものとは見た目もルールも大きく異なる。ツタンカーメン王の墓からもセネトの道具が発掘されている。元々は古代エジプト人にとって最大の関心事であった「死と再生」の過程が盤上に描かれるなど、セネトはエジプト神話及び宗教と結びついたものであった。だが、エジプト文明の衰退とともに宗教色が薄れ、エジプト末期王朝には宗教的な絵やヒエログリフが外されていった。これがかえってギリシアやローマに受け入れられていく素地となっていった。

#### ドゥオデキム・スクリプタ
ローマ帝国では12枡3列のドゥオデキム・スクリプタ（「12本の線」という意味） というゲームが盛んに行われていた。

### 12枡2列化

#### タブラ

5世紀後半、東ローマ帝国皇帝ゼノンが遊んだタブラの棋譜。この時期にはタブラが12枡2列化していたことを示している

ドゥオデキム・スクリプタは遅くとも5世紀頃までに現在のものと同じ様に12枡2列となり、タブラと呼ばれ中世ヨーロッパで広く遊ばれるようになった。13世紀頃からはタブラの他に各地域独特の呼称が生まれ、ドイツではプッフ、フランスではトリックトラックなどと呼ばれるようになった。だが、賭博のための遊戯としての色彩が強まるとともにキリスト教的な観点から批判する声も高まり、15世紀にはタブラの廃絶運動が起こった。だが、聖俗問わずタブラを好む人が多かったために完全な廃絶には至らなかった。

#### ナルド
中近東方面でもギリシア・ローマの影響を受けて、このゲームはナルド（Nard）の名前で広がった。ナルドは12枡2列であるため、ローマなどの西方から伝えられたと考えられているが、一方でナルドが西方ヨーロッパに伝えられ、トリックトラックとして遊ばれるようになったとの説も存在している。ナルドは賭博と深い関係があったためにイスラム法学者からはたびたび強い非難を浴びたものの、それにもかかわらずイスラム化した中近東全域で盛んに遊ばれていた。ナルドはさらに東に伝播したものの、インドでは他のゲームに押されてほとんど広がらなかった。

#### 雙陸
ナルドは北にも伝播し、中央アジアで普及したあと、シルクロードを伝って中国でも6世紀には雙陸の名前で広がった。現在の発音では「シュアンルー」だが、当時は「スグロク」である。雙陸は伝来以降賭博や遊技として親しまれてきたが、清の時代になると豪華な雙陸盤が作られる一方で、他のゲームに押されてゲームとしては衰退していった。

#### 雙六

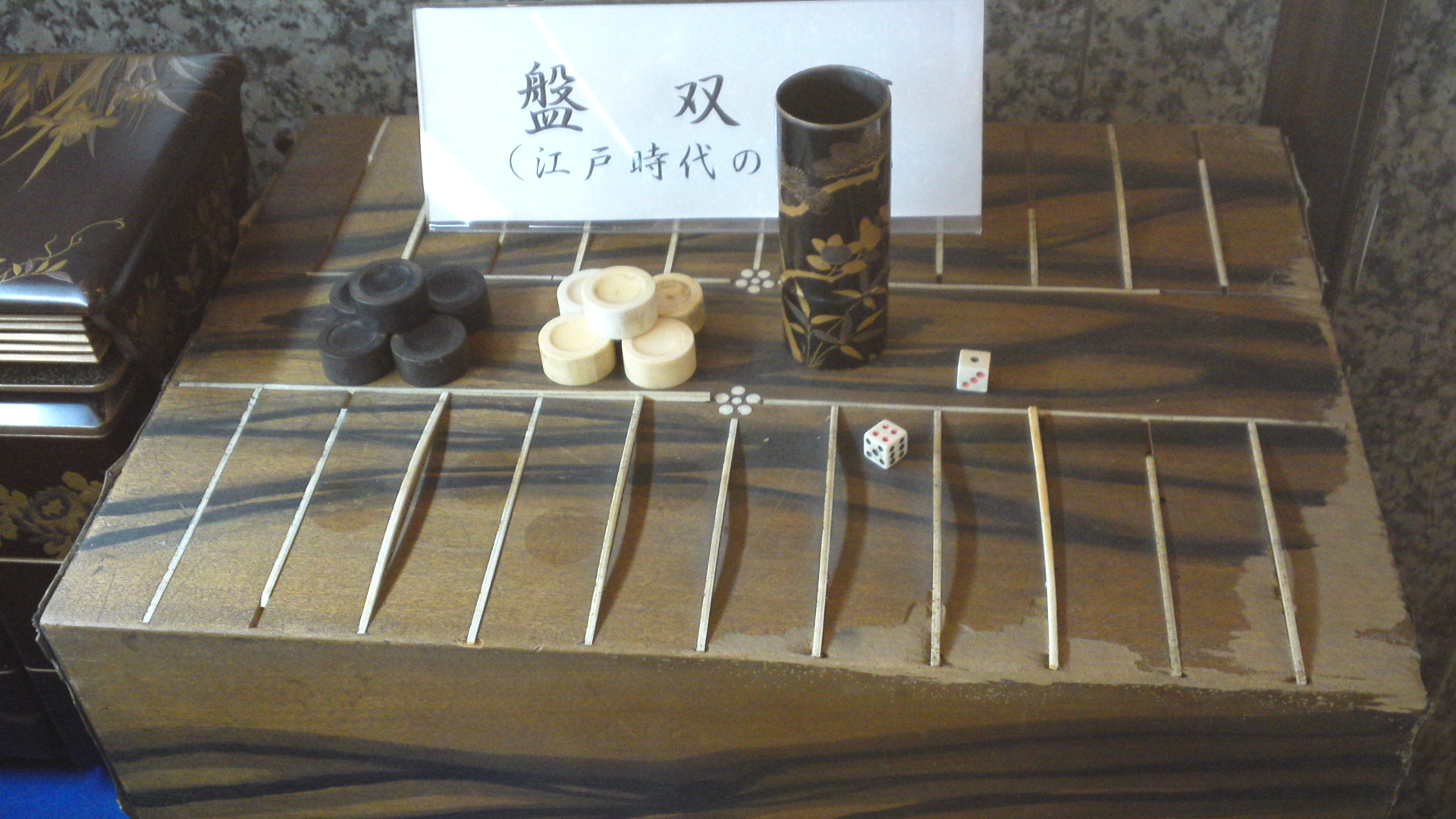
盤雙六

『本朝世事談綺』には「梁武帝天監年中日本へ渡す」と書かれており、これは武烈天皇の御代のことなので、事実であれば、6世紀初頭には日本に雙六は伝播していたことになる。「雙陸」を中国の古音では「スグロク」と発音しており、その音が日本に伝わっている。「陸」は「六」の大字であり、後に「スゴロク」と変化したのは訛音（訛った発音）であると考えられる。文献としては持統天皇の御代である689年12月に「禁斷雙六」と『日本書紀』に記されているのが初出。また754年（天平勝宝6年）に孝謙天皇が雙六を禁断にしたことが『続日本紀』に記されている。『万葉集』にも「一二の 目のみにあらず 五六 三四さへあり 雙六の采」と詠まれている。『蜻蛉日記』『枕草子』『源氏物語』『栄花物語』『大鏡』『宇治拾遺物語』『今昔物語』『平治物語』『古今箸聞集』『吾妻鏡』『徒然草』『長谷雄草子』『増鏡』『太平記』といった文芸書や歴史書にも雙六が登場している。このように古代・中世を通じて雙六は賭博として人気があったため、しばしば禁令が出された。西洋型のマス目がチェッカーになったボードは戦国時代に伝来しているが、雙六盤に馴染んだ日本人には普及しなかった。
戦国期には碁や将棋の隆盛が目立つようになり、1583年（天正11年）には『双六書』という戦術書が出版されているが、賭博としての人気がカルタ遊戯へと移ったため、雙六の人気は緩やかに低下し始め、各地の賭博禁令指定から雙六は外されるようになっていく。1593年（天正20年）に書かれた『日本風土記』では、中国の雙陸と日本の雙六のルールは同じであると記載されている。1679年（延宝7年）には『雙陸手引抄』（『双六書』の全36図のうち32図を踏襲）という戦術書が出版されているが、この頃にはすでに婦女子の遊びとなっており、遊郭で自室を与えられた部屋持ちの遊女が雙六盤を所有している。また、江戸期を通じて雙六盤は嫁入り道具の一つとして婚姻の際に持参されることが多く、ミニチュアの雛道具にもなっている。19世紀に入る頃には木版画による多種多様な絵双六が廉価で販売されるようになり、雙六の娯楽としての人気は大きく衰退した。天保年間（1830～1844年）に戯作者の柳亭種彦が記した『柳亭記』には、「廃れし遊び雙六なり。予おさなき頃、雙六をうつ者百人に一人なり、されど下り端を知らざる童はなかりしが、近年もそれは廃れたり」とあり、おさなき頃というのは、寛政年間（1789〜1801年）の頃のことである。江戸中期には「すごろく」と言えば、絵双六のことを指すようになる。展開をスピーディにするため、相手の石（駒）がヒットされてオンザバー（手石）にある状態で、クローズアウト（無地勝／無土勝）にするか、ベアリングイン（入勝）して相手の打ち返しがなかった場合にはゲームが終了とするというように遊技法が改正され、1811年（文化8年）には、このルールに準拠した『雙陸獨稽古』と『雙陸錦嚢抄』が出版されている。1897年（明治30年）には『新撰双陸獨稽古』が活版印刷され、『雲泉荘山誌 別冊 すごろく（未定稿）』によると、1932年（昭和7年）には、京都の好事家・杉浦丘園が宝鏡寺にて大規模な雙六会を催すなど復興に尽力したが、プレイヤー人口減少の歯止めとはならず、雙六盤が製造販売されなくなったこともあり、遊技法も継承されなくなった。「盤双六」という名称の初出は、1908年（明治41年）出版の『国史大辞典』とされる。

### バックギャモン
イギリスでは、16世紀にタブラが禁止されたが、密かにプレイされていた。1650年にイギリス版のタブラはbackとgamen（中英語でgameの意味）の2つの単語を組み合わせてバックギャモン (Backgammon) と命名された。18世紀に入るとバックギャモンはほぼ現代のものと同一のものとなっており、1753年にはエドモンド・ホイルによってルールが整理・確立された。
賭博としてのバックギャモンは18世紀末には衰退の傾向が見られ、19世紀に入ると、カードなどに取って代わられる形で賭博場では徐々に遊ばれなくなっていき、家庭などで遊ばれる純粋なテーブルゲームとなっていった。その後、ヨーロッパでは20世紀に入ると、停滞の様相を呈していたが、1920年代にアメリカで発明された「ダブリングキューブ」が導入されてゲーム性が高められると、再び盛んになり始めた。今日においてもインド以西のユーラシア大陸全域とアメリカにおいては代表的なボードゲームの一つである。
日本では盤雙六の衰退後、バックギャモンは西洋の珍しいゲームとして知識のみが伝わっている状態が続いていたが、戦後に入ると徐々に競技者が増えはじめ、1974年には日本バックギャモン協会が設立され、同年からは日本選手権が毎年開催されるようになった。日本バックギャモン協会によれば、現在、競技人口は欧米を中心に3億人ほどが存在するという。日本の競技者は、推定20万人ほどであるが、世界ランキングの上位者を何人も輩出しており、レッスンや試合の報酬などで生計を立てるプロも存在する。
バックギャモンの大会も各地で開催されており、モナコのモンテカルロでは個人戦の世界バックギャモン選手権が毎年開かれている。2021年までに望月正行、矢澤亜希子、鈴木琢光が優勝している。個人戦のほか、ネット上での国別対抗戦も存在しており、2020年大会では日本が優勝した。